# Église Notre-Dame-des-Anges de Cabestany
Pour les articles homonymes, voir Église Notre-Dame-des-Anges.
L'église Notre-Dame-des-Anges  de Cabestany est une église romane située à Cabestany, dans le département français des Pyrénées-Orientales.

## Situation
L'église est située au sein du vieux village.

## Description
L'église est célèbre pour son tympan réalisé par le Maître de Cabestany.

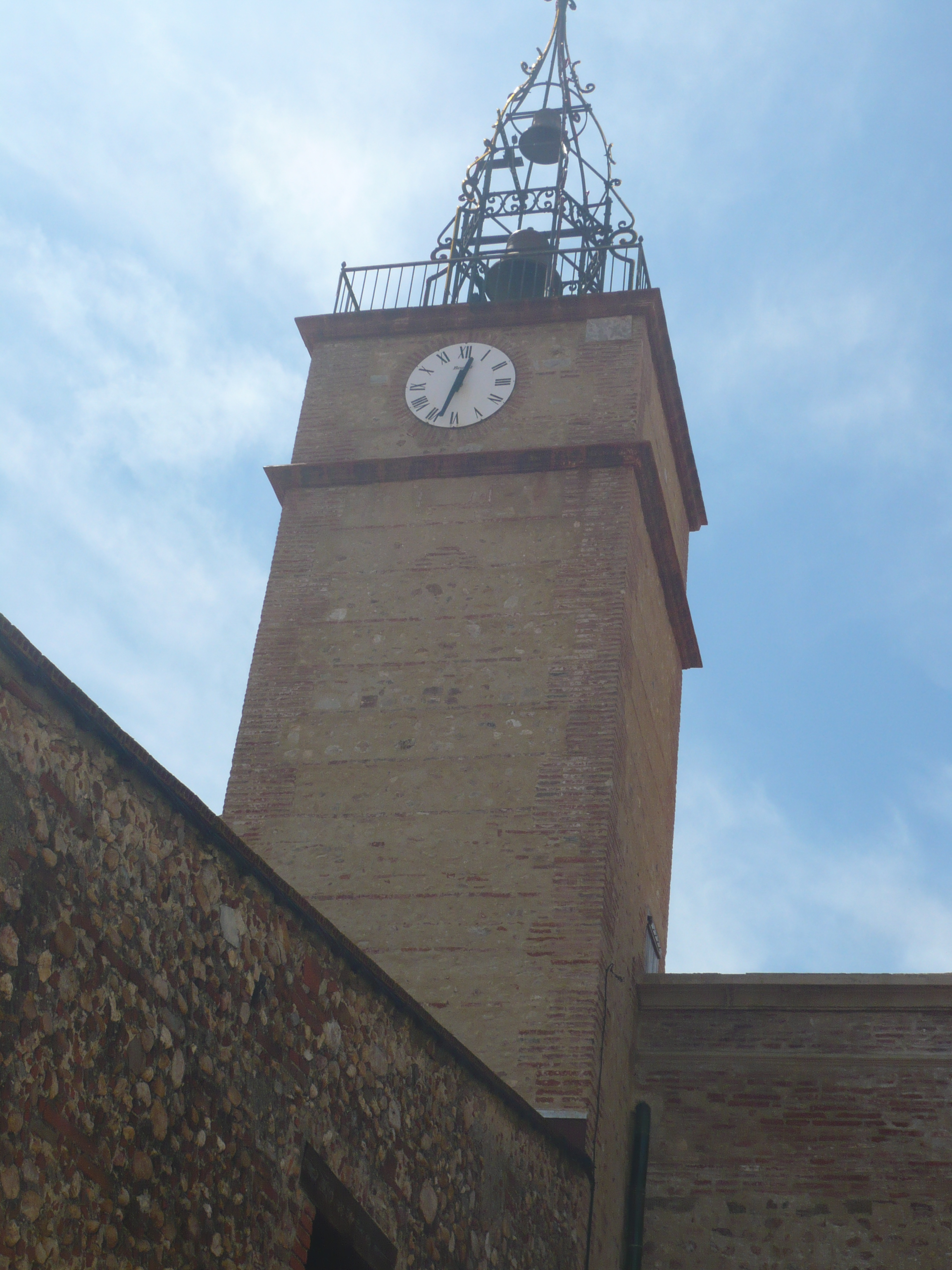
Le clocher
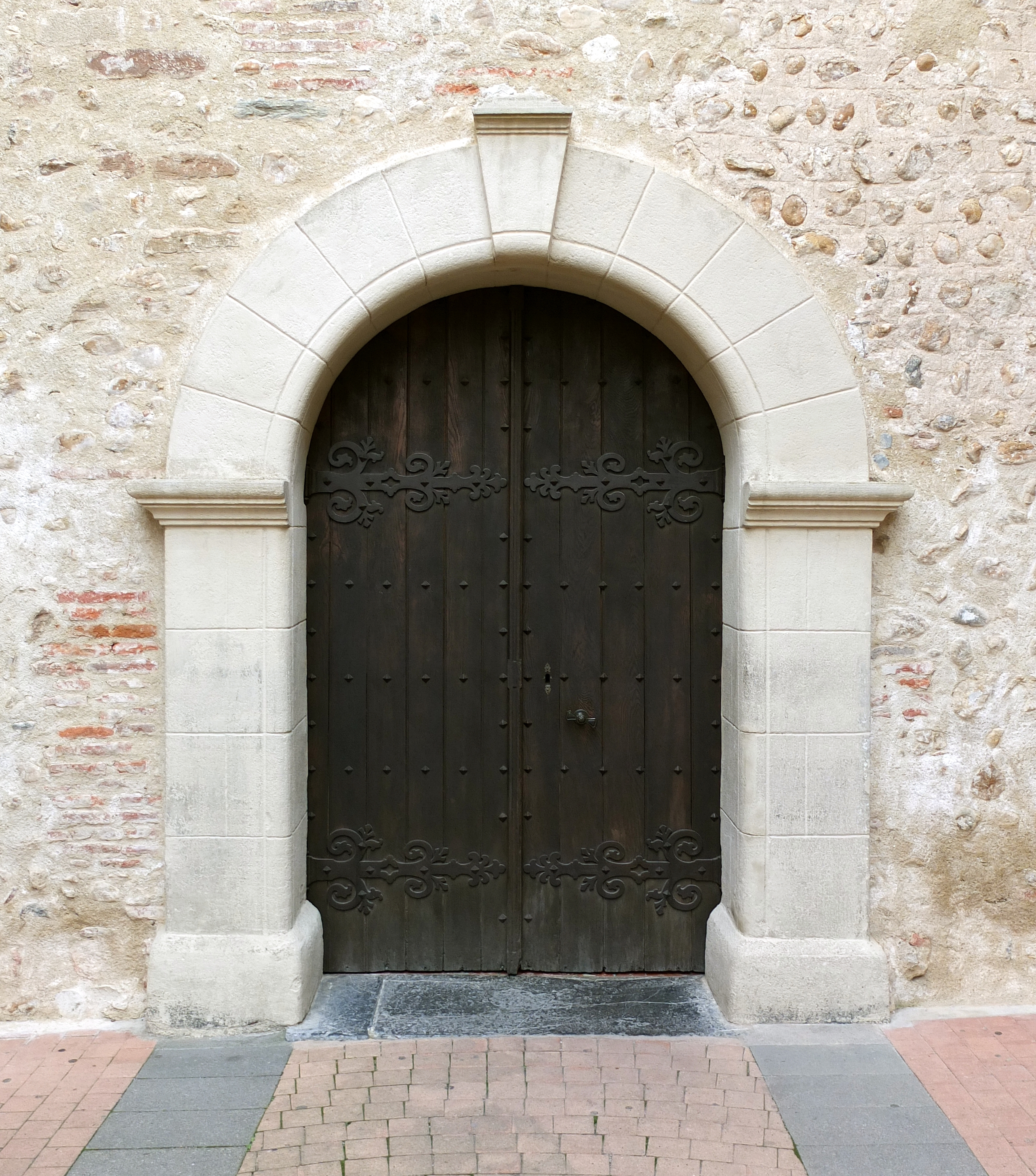
Le portail
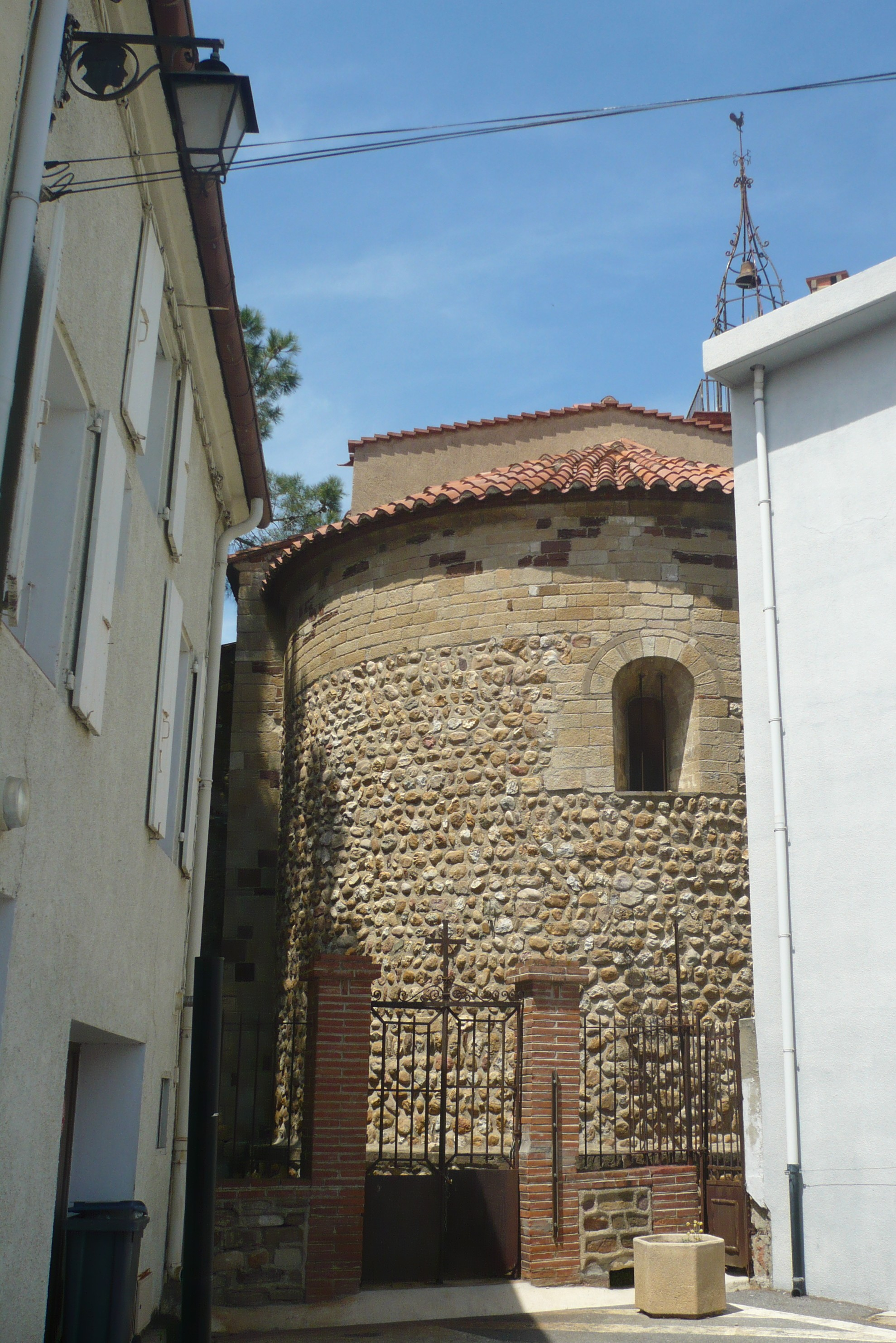
L'abside
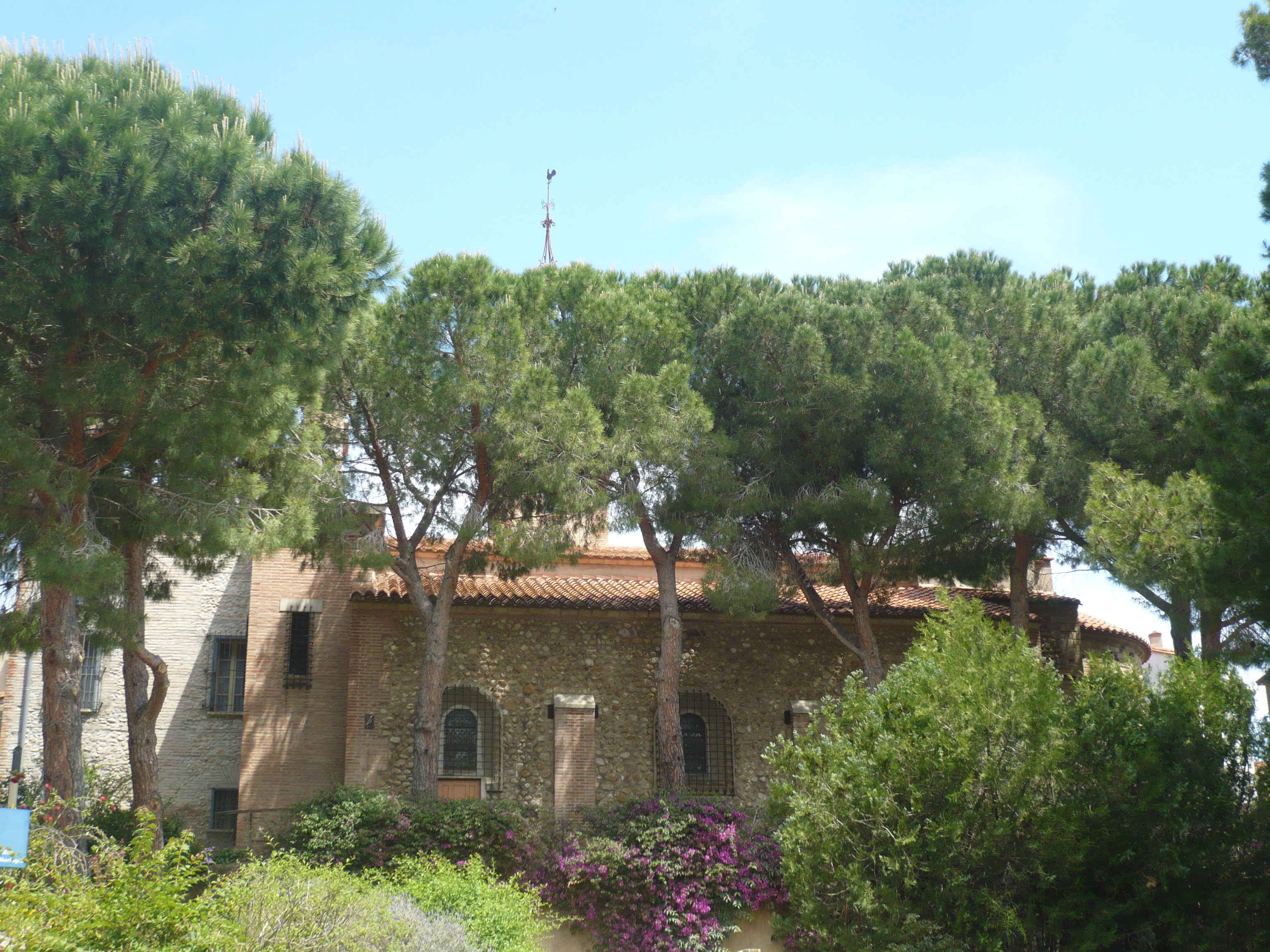
La face sud
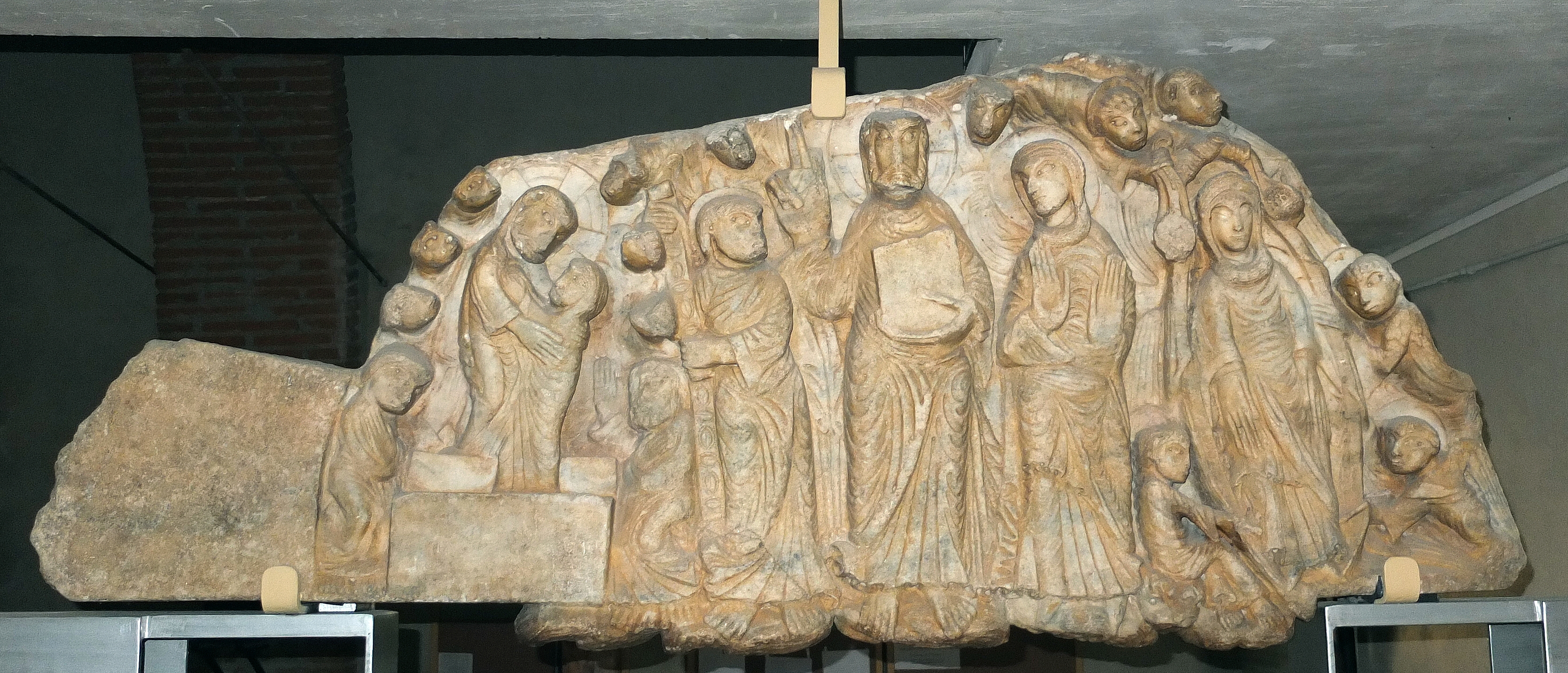
Le tympan
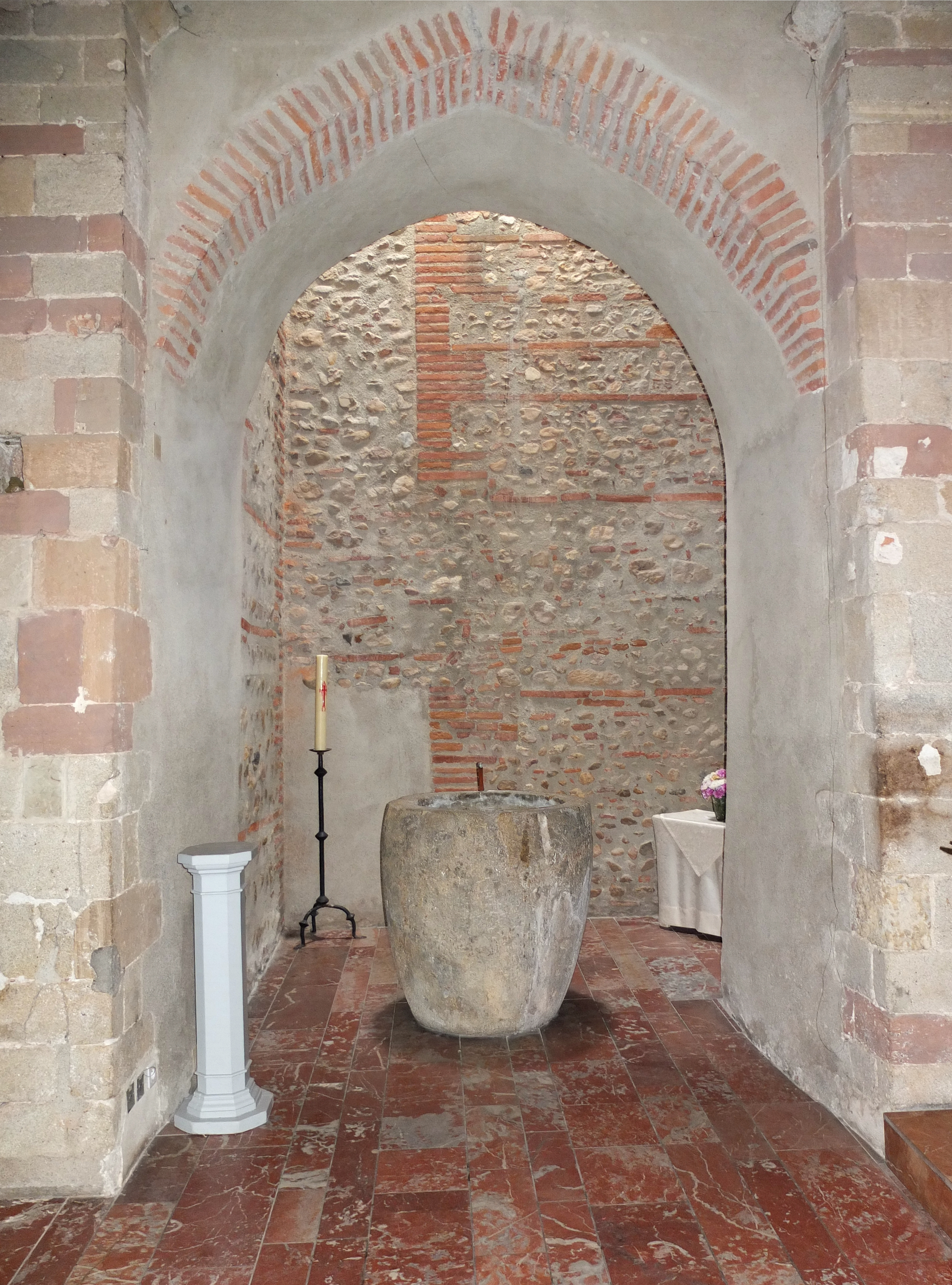
Fonts baptismaux